# صموئيل كامبل (سياسي أمريكي)
صموئيل كامبل (بالإنجليزية: Samuel Campbell)‏ هو سياسي أمريكي، ولد في 14 فبراير 1809، وتوفي في 22 سبتمبر 1885. حزبياً، نشط في الحزب الجمهوري. وقد انتخب عضو مجلس ولاية نيويورك.